# 칙샌즈

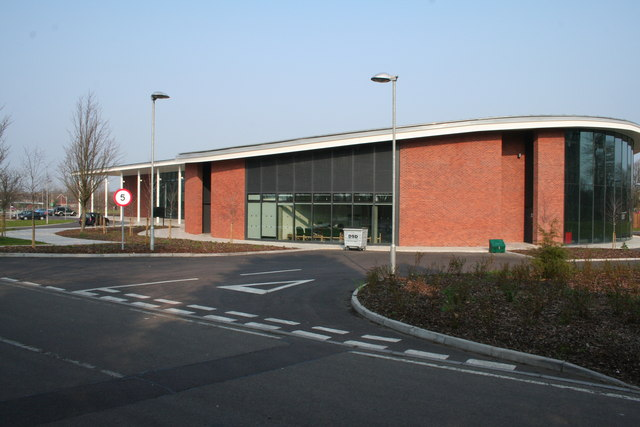
칙샌즈

칙샌즈(영어: Chicksands)는 잉글랜드 베드퍼드셔주에 위치한 도시로 인구는 1,699명(2011년 기준)이다.